# Muzeum Transportu Publicznego w Pradze
Muzeum komunikacji miejskiej w Pradze (cz. Muzeum městské hromadné dopravy) otwarto 14 maja 1993 roku przez burmistrza Pragi Jana Koukala. Muzeum otwarto w związku z zakończeniem regularnej eksploatacji zajezdni Střešovice w 1992 roku. Zajezdnia w 1991 roku została uznana za zabytek techniki wraz z pojazdami obecnie znajdującymi się w muzeum.

## Historia
Pierwsza prezentacja pojazdów zabytkowych odbyła się 28 września 1925 roku, na ceremonii otwarcia wystąpiły dwa tramwaje konne, tramwaj elektryczny i zupełnie nowy autobus na 50. rocznicę komunikacji tramwajowej konnej. 18 września 1947 swój 50. jubileusz obchodziła miejska spółka transportowa. W 1956 odbyła się pierwsza lokalna wystawa w parku Kultury i Wypoczynku im. Julia Fučíka. Latem 1962 roku odbyła się rekrutacja z okazji 30. rocznicy zajezdni Vokovice.
W 1964 roku kolekcje zabytkowych pojazdów przeniesiono do zajezdni Pankrác a później do zajezdni Vokovice. 12 września 1965 roku odbyła się jubileuszowa jazda na trasie z I.P. Pavlova do Parku Kultury. Od 1969 myślano o tym, żeby tory 25 – 30 zajezdni Vokovice, które dotychczas służyły głównie jako lakiernia i warsztat naprawczy, będą wykorzystane jako muzeum. W 1969 i wiosną 1971 roku przeniesiono pojazdy z zajezdni Pankrác do zajezdni Vokovice. 28 września 1975 odbyła się jubileuszowa jazda na trasie Radlická – Park Kultury. W latach 1991–1992 w zajezdni Vokovice organizowane są łącznie 24 wystawy.
Od 1 września 1992 przestano w zajezdni Střešovice wysyłać pojazdy na linie i skoncentrowano tu zbiór pojazdów z zajezdni Vokovice. 14 maja 1993 nastąpiło oficjalne otwarcie muzeum.

## Działanie

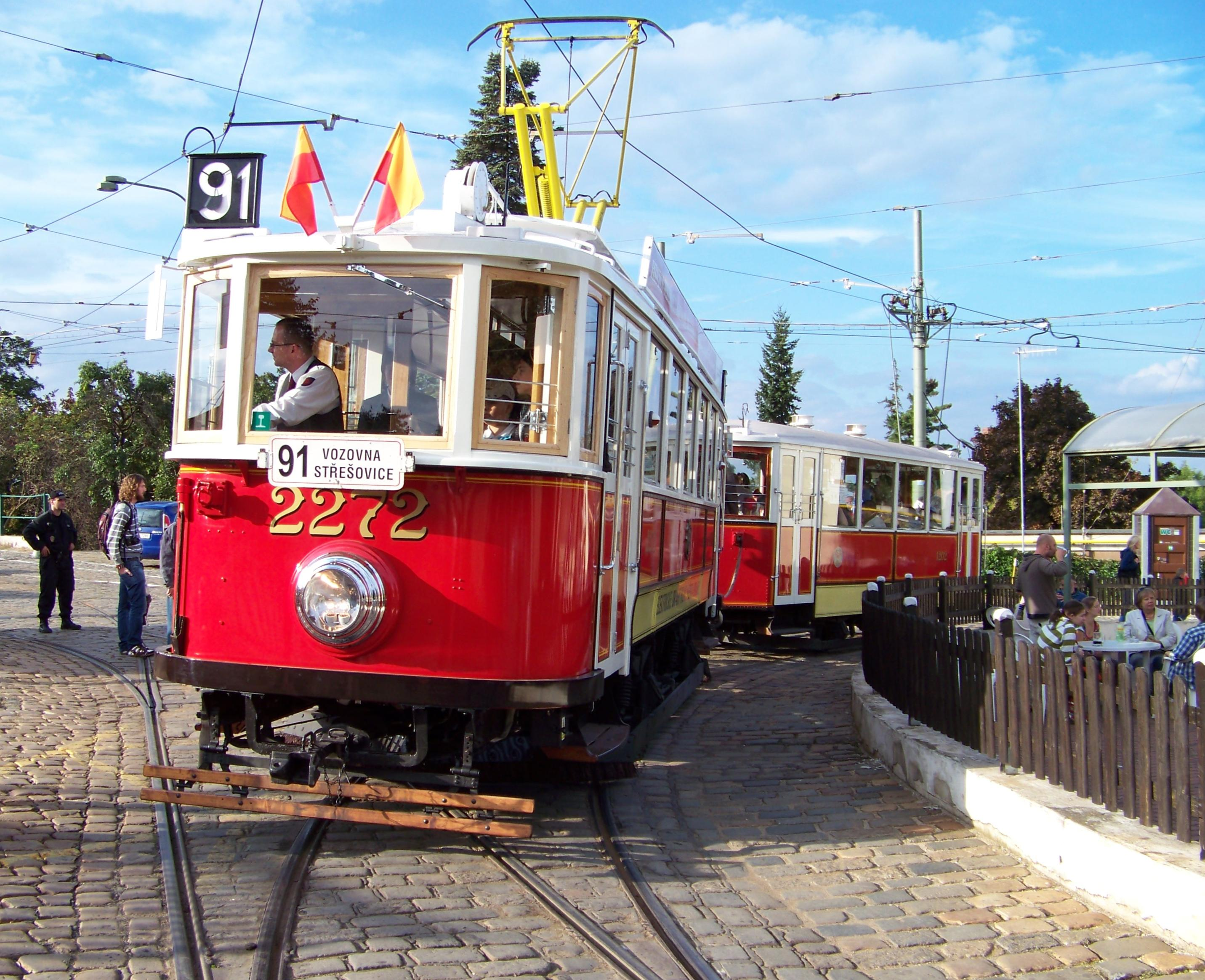
Tramwaj na muzealnej linii 91 (dziś 41)

Muzeum jest czynne w soboty i niedziele w sezonie letnim (około kwiecień – listopad). Za prawym łukiem od bramy znajduje się historyczny przystanek tramwajowy dla linii 41 (wcześniej 91, jednak w związku z uruchomieniem linii trolejbusowej nr 58 i przenumerowaniem linii nocnych z zakresu 5x na 9x, linia otrzymała numer 41).
Za bilet trzeba zapłacić od 16 do 35 Kč. W zachodniej hali znajdują się zabytkowe tramwaje, autobusy i trolejbusy oraz inne pojazdy. We wschodniej hali jest warsztat, wagony oraz wagony metra typu Ečs. W zamkniętej części hali, która nie jest możliwa do zwiedzania, znajdują się pojazdy, które są wykorzystywane do historycznych przejazdów oraz obsługi linii tramwajowej nr. 91.
W dni otwarte lub inne rocznice wstęp do muzeum jest bezpłatny i jest dostęp do eksponatów, które nie są częścią stałej ekspozycji. Bezpłatne wejście mają również pracownicy komunikacji miejskiej w Pradze, członkowie ich rodzin, emeryci, dzieci poniżej 6 roku życia.

## Eksponaty

### Tramwaje[4]

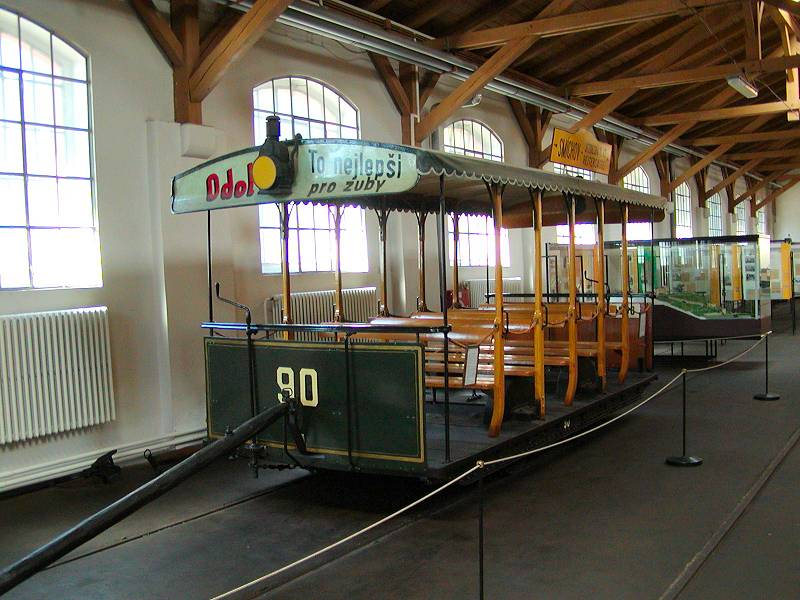
Tramwaj konny

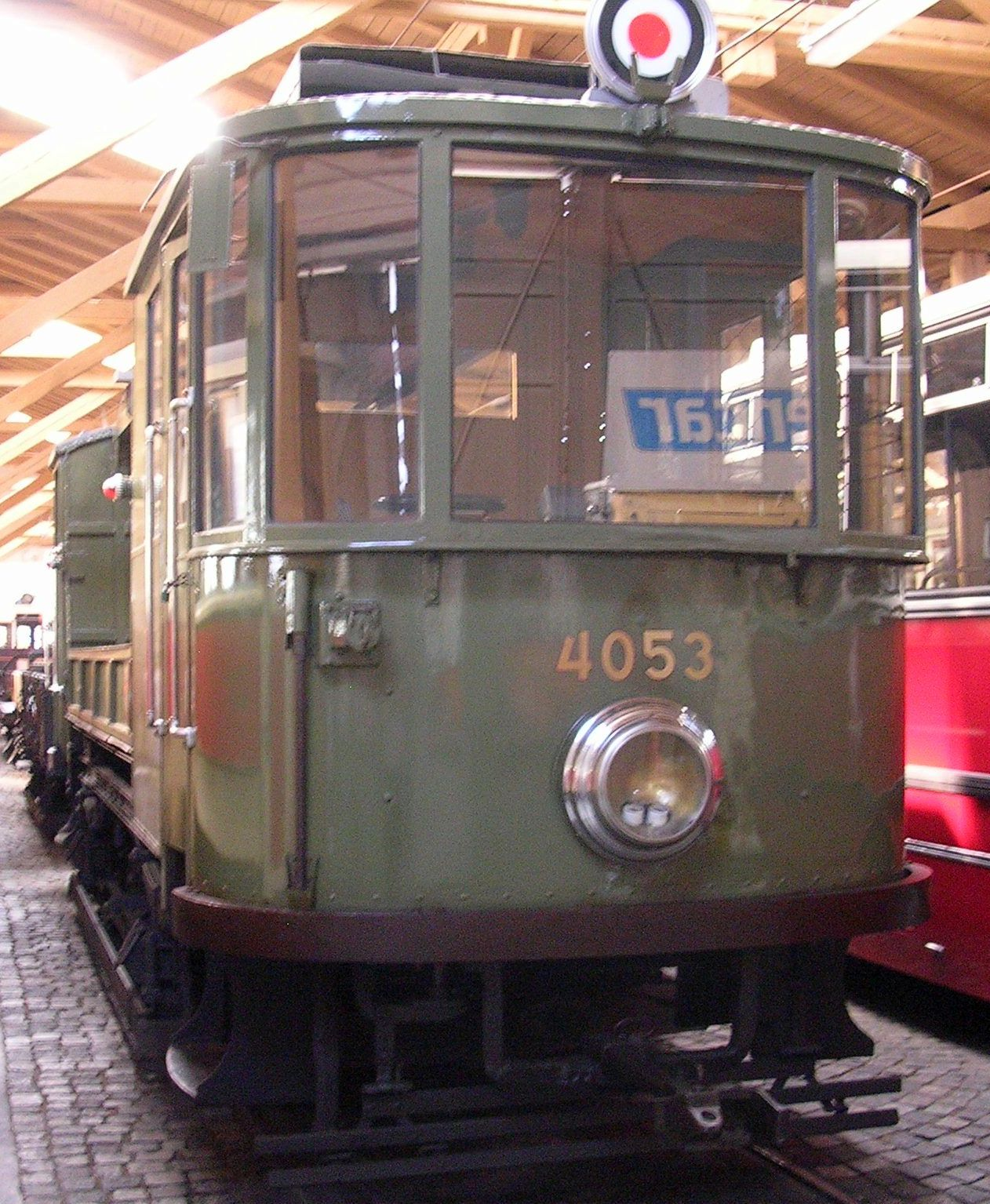

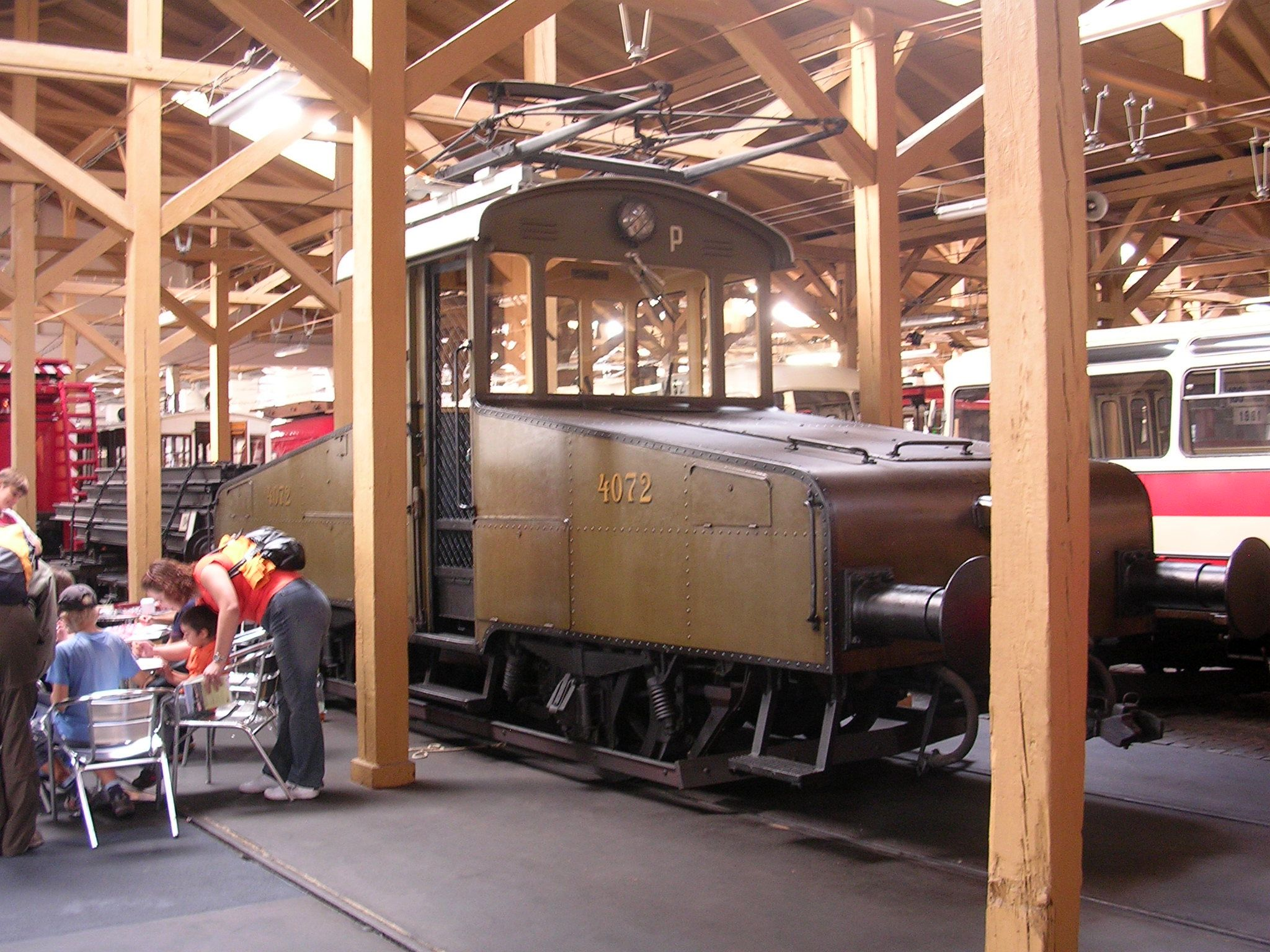

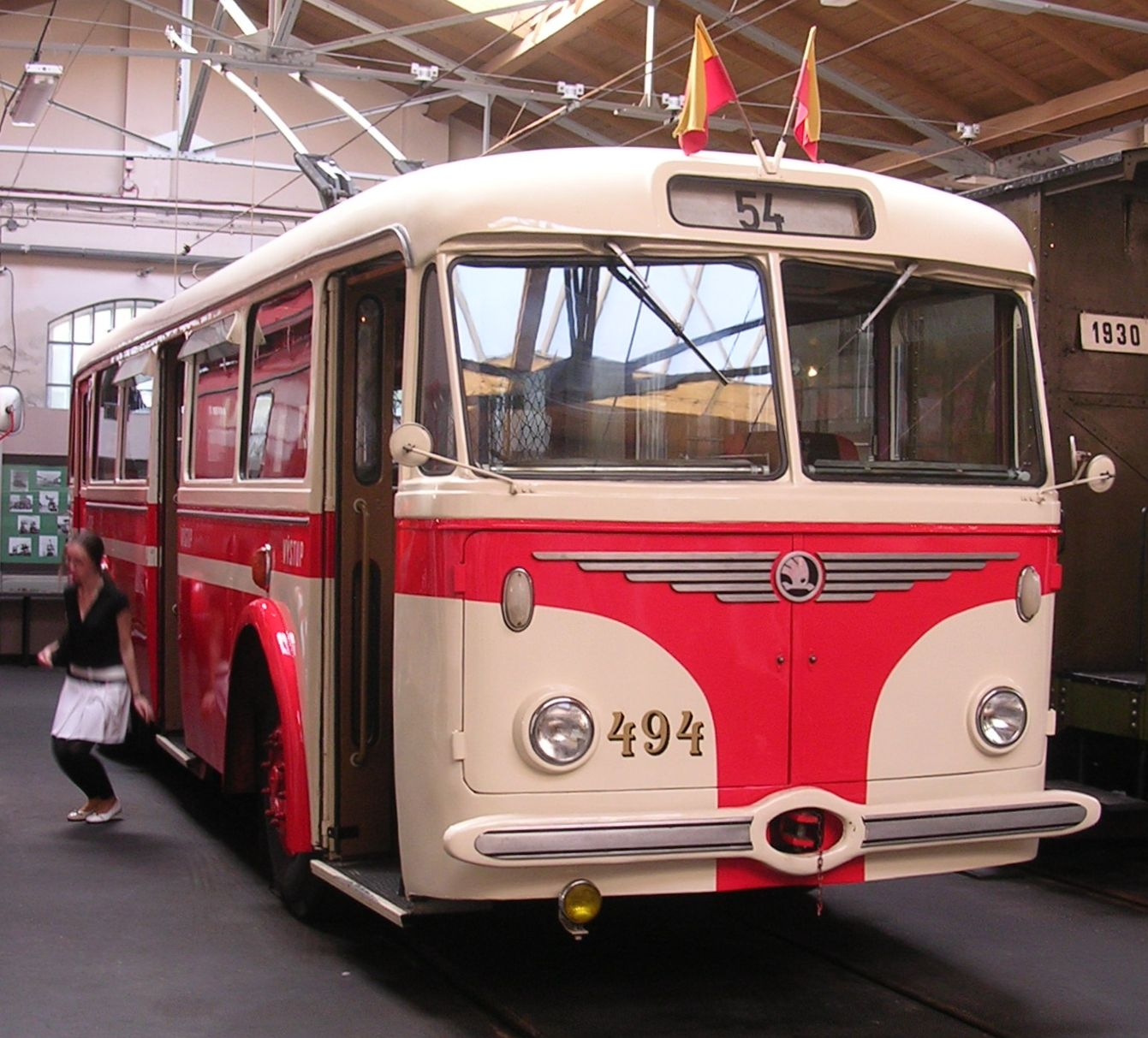

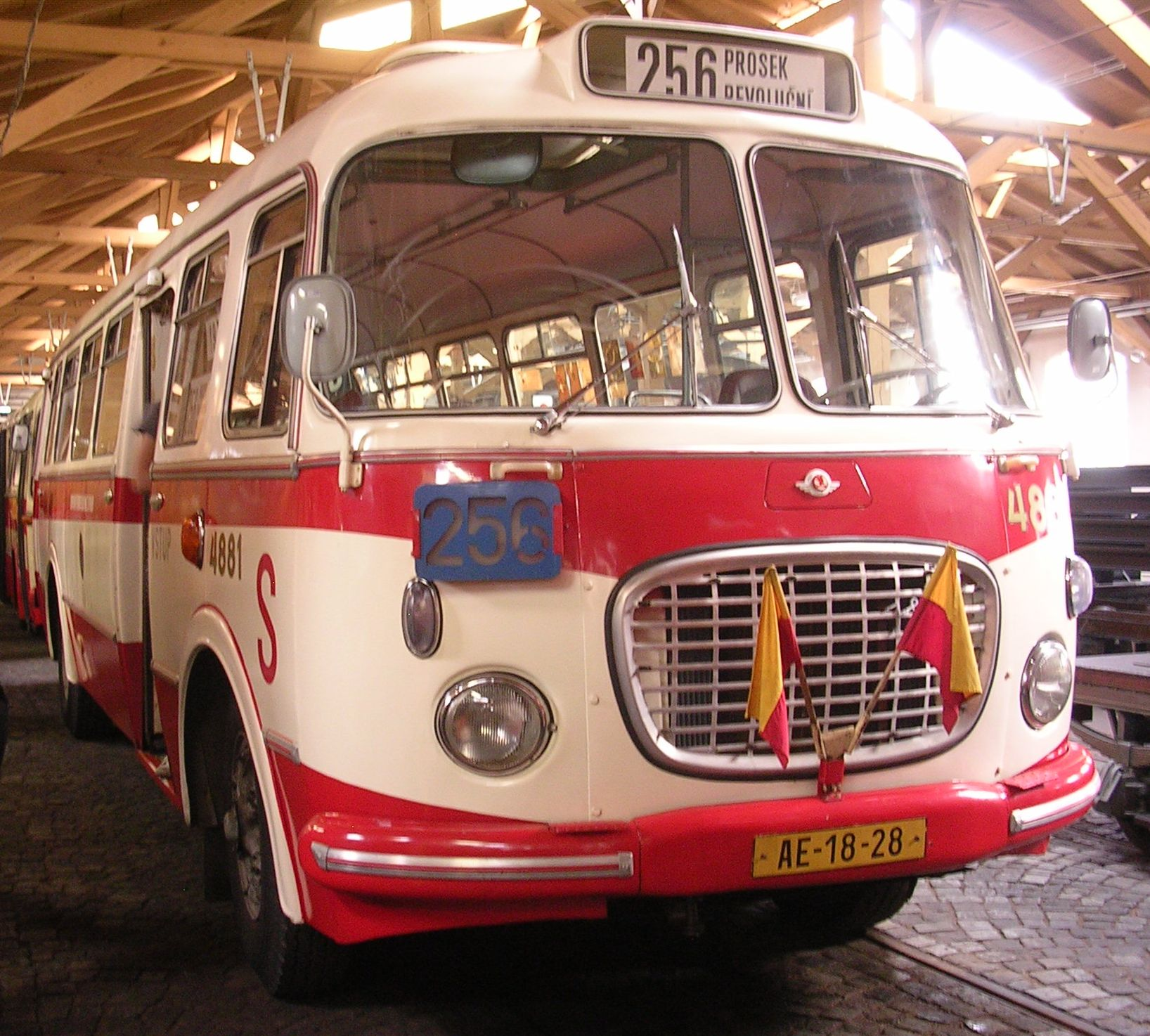

- Letni wagon tramwaju konnego, produkcji Ringhoffer, 1886 r. (nr 90)
- Dwukierunkowy wagon silnikowy, produkcji Ringhoffer/Křižík, 1900 (nr 88)
- Dwukierunkowy wagon silnikowy, produkcji Ringhoffer/Křižík, 1901 (nr 109)
- Dwukierunkowy wagon-salonka, produkcji Ringhoffer/Křižík, 1900 (nr 200)
- Dwukierunkowy wagon silnikowy, produkcji Ringhoffer/Křižík, 1908 (nr 275)
- Dwukierunkowy wagon silnikowy, produkcji Ringhoffer/Křižík, 1909 (nr 297)
- Dwukierunkowy wagon silnikowy, produkcji Ringhoffer/Kolben, 1915 (nr 357)
- Dwukierunkowy wagon silnikowy, produkcji Ringhoffer/Křižík, 1923 (nr 444)
- Otwarty wagon silnikowy, produkcji Ringhoffer/Křižík, 1913 (nr 500)
- Dwukierunkowy wagon silnikowy, produkcji ČKD/Křižík, 1930 (nr 2222)
- Dwukierunkowy wagon silnikowy, produkcji ČKD/Křižík, 1930 (nr 2239)
- Dwukierunkowy wagon silnikowy, produkcji ČKD/Křižík/Škoda, 1932 (nr 2294)
- Jednokierunkowy wagon silnikowy (ponorka – łódź podwodna), produkcji Ringhoffer-Tatra/Škoda/ČKD-Praga, 1942 (nr 3063)
- Jednokierunkowy wagon silnikowy „MEVRO”, produkcji Tatra/ČKD-Praga, 1948 (nr 3083)
- Tatra T1, z 1951 r. (nr 5001)
- Tatra T2, z 1955 r. (nr 6002)
- Tatra T3, z 1962 r. (nr 6149)
- Tatra T3M, z 1976 r. (nr 8084); (W 1981 r. przebudowany – oryginalny numer – 6986)
- Otwarty wagon doczepny (ofeňák), produkcji Ringhoffer z 1896 (nr 526)
- Wagon doczepny (velký vamberák), produkcji Ringhoffer z 1908 (nr 608)
- Wagon doczepny (malý vamberák, vajíčko – jajuszko), produkcji Ringhoffer z 1909 (nr 624)
- Wagon doczepny (malý vamberák, vajíčko – jajuszko), produkcji Ringhoffer z 1909 (nr 638)
- Wagon doczepny (krátký vamberák), produkcji Ringhoffer z 1920 (nr 728)
- Wagon doczepny (plecháč – blaszak), produkcji Ringhoffer z 1926 (nr 999)
- Wagon doczepny (plecháč – blaszak), produkcji Ringhoffer z 1928 (nr 1111)
- Wagon doczepny (plecháč – blaszak), produkcji Továrna na vozy a. s. Kolín z 1931 (nr 1219)
- Wagon doczepny (krasin), produkcji Ringhoffer z 1931 (nr 1314)
- Wagon doczepny (krasin), produkcji Ringhoffer/Tatra z 1942 (nr 1523)
- Wagon doczepny (krasin), produkcji Ringhoffer/Tatra z 1946 (nr 1580)
- Tramwaj towarowy (lóra), produkcji Ringhoffer/Křižík z 1917 (nr 4053)
- Tramwajowa lokomotywa elektryczna, z 1952 (nr 4072)
- Pojazd do szlifowania szyn, produkcji Schörling Wagonbau Hannover z 1966 (nr 4092)
- Otwarta laweta (lóra – uhelka), produkcji Ringhoffer z 1917 (nr 4525)
- Laweta (lóra), produkcji Ringhoffer z 1926 (nr 4532)
- Laweta płaska (lóra), produkcji Ringhoffer z 1898-1899 (nr 5001)
- Otwarta laweta (lóra) z 1909 (nr 5007)
- Wagon doczepny z kasami biletowymi z 1928 (nr 5034)
- Nitowany zbiornik wody z 1922 (nr 2504)

Wagony tramwajowe, które nie są częścią kolekcji chronionej:
- Wagon doczepny z kasami biletowymi (nr 4537)
- Nr 6003, 6005, 6006
- Tatra T3 (nr 6418, 6339, 6410(zniszczony), 6336)
- Przyczepa vamberák z 1920 (nr 723)

### Trolejbusy
- Praga TOT (pračka – pralka) z 1936 r. (nr 303)
- Tatra T400, produkcji Tatra/ČKD-Stalingrad z 1953-1954 (nr 431)
- Škoda 8Tr z 1959 (nr 494)

### Autobusy
- Škoda 506 N z 1929 r. (nr 52)
- Škoda 706 z 1951 (nr 206)
- Škoda 706 z 1973 (nr 4881)
- Škoda SM11 z 1981 (nr 7135)
- Karosa B 731 z 1985 (nr 3709)
- Ikarus 280 z 1988 (nr 4382)
- Ikarus E91 z 2004 r.

### Metro
- Wagon Ečs z 1973 r. (nr 1009)
- Lokomotywa (T212.1614) z 1977 r.
- Wagon serii 81–71 z 1988 r.